# Patto di bilancio europeo
     Membri dell'Eurozona (testo completo)
     Non-membri dell'Eurozona (limitata da tutte le disposizioni fiscali ed economiche)
     Non-membri dell'Eurozona (limitata dalle disposizioni fiscali ma non  da quelle economiche)
     Non-membri dell'Eurozona (non limitata da alcuna disposizione fiscale o economica)

Ratifica del Patto di bilancio europeo
Membri dell'Eurozona (testo completo)
Non-membri dell'Eurozona (limitata da tutte le disposizioni fiscali ed economiche)
Non-membri dell'Eurozona (limitata dalle disposizioni fiscali ma non da quelle economiche)
Non-membri dell'Eurozona (non limitata da alcuna disposizione fiscale o economica)

Il Patto di bilancio europeo, formalmente Trattato sulla stabilità, coordinamento e governance nell'unione economica e monetaria (conosciuto anche con l'anglicismo fiscal compact, letteralmente "patto di bilancio"), è un accordo approvato con un trattato internazionale il 2 marzo 2012 da 25 dei 27 stati membri dell'Unione europea; per la precisione, non è stato sottoscritto da Regno Unito, Croazia e Repubblica Ceca.
Entrato in vigore il 1º gennaio 2013, il patto contiene una serie di regole, chiamate "regole d'oro", che sono vincolanti nell'UE per il principio del pareggio di bilancio.

## Storia
Già nel 1997 i paesi aderenti all'UE avevano adottato regole (Patto di stabilità e crescita) che avrebbero regolato i criteri di bilancio pubblico all'indomani dell'introduzione dell'euro. Tale accordo era stato raggiunto con l'idea che la partecipazione all'unione monetaria avrebbe contenuto i costi di indebitamento e, di conseguenza, se non erano stati posti vincoli a tal proposito, la possibilità di finanziare i deficit, tuttavia, faceva emergere il problema di porre un limite ai disavanzi tra gli stati, che se eccessivi, avrebbero potuto compromettere la stabilità della zona euro. L'accordo poneva quindi limiti al deficit (entro un massimale del 3%) e alla percentuale di indebitamento sul Pil (che doveva rimanere nel limite del 60%), anche se quest'ultima non era imposta come vincolante al pari della prima.
Nella primavera 2010, a seguito dello scoppio della grande recessione e della crisi del debito sovrano europeo, la Germania chiese agli altri stati membri di inasprire le regole sul raggiungimento del pareggio di bilancio: questo avrebbe comportato una rigorosissima applicazione del requisito riguardante il rapporto deficit/PIL inferiore al 3%. Alla fine del 2010 furono avanzate proposte emendative del Patto di stabilità e crescita volte al rafforzamento del coordinamento delle politiche di bilancio. Nel febbraio 2011 la Germania e la Francia proposero il Patto di competitività, volto a rafforzare il coordinamento economico nella zona euro; tale proposta è stata approvata anche dalla Spagna. La cancelliera tedesca Angela Merkel, diversi ministri delle finanze europei e il presidente della Banca centrale europea hanno sostenuto l'idea di un'unione di bilancio.
Nel marzo 2011 fu proposta una nuova riforma del Patto di stabilità e crescita, volta a rendere automatiche le sanzioni per chi viola i parametri riguardanti il 3% nel rapporto deficit/PIL e il 60% nel rapporto debito/PIL. Angela Merkel insistette affinché la Commissione europea e la Corte di giustizia dell'Unione europea svolgessero un ruolo importante di garanzia nel controllare il rispetto degli obblighi da parte dei paesi. Nel 2011 la Germania, la Francia e altri paesi più piccoli dell'Unione europea hanno fatto un altro passo verso l'unione di bilancio della zona euro, con regole molto rigorose e sanzioni automatiche per chi dovesse mancare di rispettare quei parametri.
Il 9 dicembre 2011, nel Consiglio europeo, tutti i 17 membri della zona euro hanno concordato le linee fondamentali del Trattato di stabilità di bilancio che irrigidisce i parametri riguardanti il rapporto deficit/PIL e quello debito/PIL, introducendo anche sanzioni automatiche per chi li violi. Dopo aver chiesto un parere ai rispettivi parlamenti, anche i paesi che non hanno adottato l'euro si sono detti pronti ad aderire, con l'eccezione del Regno Unito e della Repubblica Ceca. Originariamente i leader europei volevano modificare i trattati vigenti, ma questa soluzione si è scontrata con il veto del Regno Unito, che ha chiesto che la City londinese fosse esclusa dalla regolamentazione dei mercati finanziari e dall'applicazione della tassa sulle transazioni finanziarie.
Dopo qualche mese di trattative, il 30 gennaio 2012 i rappresentanti degli esecutivi dei paesi dell'Unione, costituenti il Consiglio europeo, con l'eccezione del Regno Unito e della Repubblica Ceca, hanno approvato il nuovo patto di bilancio, denominato fiscal compact. Tale patto non è mai passato al vaglio del Parlamento Europeo, né è stato proposto come direttiva dalla Commissione (deputata dai trattati di Maastricht e di Lisbona a implementare le politiche europee stabilite in sede di Consiglio europeo), che in quanto tale avrebbe dovuto essere approvata dal Parlamento europeo. Quest'ultimo, con una risoluzione approvata il 2 febbraio 2012 a larga maggioranza, ha criticato l'aggiramento del suo ruolo conseguito con la formula dell'accordo intergovernativo, osservando che “praticamente tutti gli elementi contenuti nel nuovo trattato possono essere realizzati, e in gran parte sono già stati realizzati, nel vigente quadro normativo unionale e attraverso la legislazione secondaria, fatta eccezione per la regola d’oro, il voto a maggioranza
qualificata inversa e il coinvolgimento della Corte di giustizia”.
Il nuovo trattato è entrato in vigore a partire dal 1º gennaio 2013 essendo stato ratificato da almeno 12 dei paesi interessati. Ogni paese, dopo la ratifica del trattato, ha avuto tempo fino al 1º gennaio 2014 per introdurre la regola che impone il pareggio di bilancio nella legislazione nazionale. Solo i paesi che hanno introdotto tale regola entro il 1º marzo 2014 possono ottenere eventuali prestiti da parte del Meccanismo Europeo di Stabilità.
L'obiettivo, dopo l'entrata in vigore, era quello di incorporare entro cinque anni il nuovo trattato nella vigente legislazione europea: l'obiettivo secondo la Commissione era già previsto nel testo del trattato, ma la proposta di direttiva a tal fine avanzata nel dicembre 2017 è ancora in itinere.

## Finalità
La maggioranza degli Stati membri dell'Unione europea partecipa all'unione economica e monetaria, basata sulla moneta unica, l'euro, ma la maggior parte delle decisioni riguardanti la spesa pubblica rimane di competenza dei governi nazionali. Il controllo sulla politica di bilancio è tradizionalmente considerato centrale per la sovranità nazionale e oggi, sostanzialmente, non esiste un'unione di bilancio tra stati indipendenti.
Proprio allo scopo di coordinare le politiche di bilancio degli stati membri della zona euro è in vigore il Patto di stabilità e crescita. Una maggiore integrazione in tema di politiche di bilancio, almeno tra i paesi della zona euro, è considerata, a livello europeo, precondizione del completamento del processo di integrazione europea e la necessaria strada per superare la crisi del debito sovrano. Assieme all'Unione economica e monetaria quella di bilancio porterebbe, nei piani dell'UE, ad una maggiore integrazione economica.

## Contenuti
L'accordo prevede per i paesi contraenti, secondo i parametri di Maastricht fissati dal Trattato CE, l'inserimento, in ciascun ordinamento nazionale (con norme di rango costituzionale, o comunque nella legislazione nazionale ordinaria), di diverse clausole o vincoli tra le quali:
1. obbligo del perseguimento del pareggio di bilancio (art. 3, c. 1),[13]
2. obbligo di non superamento della soglia di deficit strutturale superiore allo 0,5% del PIL (e superiore all'1% per i paesi con debito pubblico inferiore al 60% del PIL)
3. significativa riduzione del rapporto fra debito pubblico e PIL, pari ogni anno a un ventesimo della parte eccedente il 60% del PIL
4. impegno a coordinare i piani di emissione del debito col Consiglio dell'Unione e con la Commissione europea (art. 6).

Sebbene sia stato negoziato da 25 Paesi dell'Unione europea, l'accordo non fa formalmente parte del corpus normativo dell'Unione europea.
I principali punti contenuti nei 16 articoli del trattato sono:
- l'impegno ad avere un deficit pubblico strutturale che non deve superare lo 0,5% del PIL e, per i paesi il cui debito pubblico è inferiore al 60% del PIL, l'1%;
- l'obbligo per i Paesi con un debito pubblico superiore al 60% del PIL, di ridurre ogni anno di un ventesimo dell'eccedenza;
- l'obbligo per ogni stato di garantire correzioni automatiche con scadenze determinate quando non sia in grado di raggiungere altrimenti gli obiettivi di bilancio concordati;
- l'impegno a inserire le nuove regole in norme di tipo costituzionale o comunque nella legislazione nazionale, che verrà verificato dalla Corte europea di giustizia;
- l'obbligo di mantenere il deficit pubblico sempre al di sotto del 3% del PIL, come previsto dal Patto di stabilità e crescita; in caso contrario scatteranno sanzioni semi-automatiche;
- l'impegno a tenere almeno due volte all'anno un vertice dei leader dei paesi che adottano l'euro.

## La ratifica negli Stati membri UE
Al 14 gennaio 2014 il trattato è stato ratificato da 24 dei 25 firmatari, di cui 17 membri dell'eurozona.
Nella tabella in calce sono riportati i dati riguardanti l'iter di ratifica del Trattato sulla stabilità, coordinamento e governance nell'unione economica e monetaria. Le liste sono ordinate in base alla data di deposito degli strumenti di ratifica presso il Segretariato generale dell'Unione europea. Se la data di deposito risulta inserita, e dunque la consegna degli atti è avvenuta, risulterà la data di approvazione parlamentare. In grassetto i firmatari membri dell'eurozona.
| Firmatario  | Data       | Istituzione | Risultato                                                                                            | Deposito   | Entrata in vigore |
| ----------- | ---------- | --- | --- | ---------- | ----------------- |
| Grecia      | 28/03/2012 | Approvata dal Vulì ton Ellìnon (Parlamento ellenico).                                                                      | 194 sì, 47 astenuti e 59 no                                                                          | 10/5/2012  | 1/1/2013          |
| Slovenia    | 19/04/2012 | Approvata dal Državni zbor (Assemblea nazionale).                                                                          | 74 sì e 2 astenuti                                                                                   | 30/5/2012  | 1/1/2013          |
| Slovenia    | 30/04/2012 | Promulgata dal presidente della Repubblica Danilo Türk                                                                     | | 30/5/2012  | 1/1/2013          |
| Lettonia    | 31/05/2012 | Approvata dal Saeima (Parlamento)                                                                                          | 67 sì, 1 astenuto e 29 no                                                                            | 22/6/2012  | 1/1/2013          |
| Lettonia    | 13/06/2012 | Promulgata dal presidente della Repubblica Andris Bērziņš                                                                  | | 22/6/2012  | 1/1/2013          |
| Portogallo  | 13/04/2012 | Approvata dall'Assembleia da República (Assemblea della Repubblica).                                                       | 204 sì, 2 astenuti e 24 no                                                                           | 5/7/2012   | 1/1/2013          |
| Portogallo  | 27/06/2012 | Promulgata dal presidente della Repubblica Aníbal Cavaco Silva                                                             | | 5/7/2012   | 1/1/2013          |
| Danimarca   | 31/05/2012 | Approvata dal Folketing (Parlamento).                                                                                      | 80 sì e 27 no                                                                                        | 19/7/2012  | 1/1/2013          |
| Danimarca   | 18/06/2012 | Promulgata dalla regina Margherita II                                                                                      | | 19/7/2012  | 1/1/2013          |
| Cipro       | 28/04/2012 | Approvata dal Consiglio dei ministri.                                                                                      | | 26/7/2012  | 1/1/2013          |
| Cipro       | 29/06/2012 | Promulgata dal presidente della Repubblica Dimitris Christofias                                                            | | 26/7/2012  | 1/1/2013          |
| Austria     | 04/07/2012 | Approvata dal Bundesrat (Consiglio federale)                                                                               | 103 sì e 60 no                                                                                       | 30/7/2012  | 1/1/2013          |
| Austria     | 06/07/2012 | Approvata dal Nationalrat (Consiglio nazionale).                                                                           | 42 sì e 13 no                                                                                        | 30/7/2012  | 1/1/2013          |
| Austria     | 17/07/2012 | Promulgata dal presidente federale Heinz Fischer                                                                           | | 30/7/2012  | 1/1/2013          |
| Lituania    | 30/08/2012 | Approvata dal Seimas (Parlamento)                                                                                          | 80 sì, 21 astenuti e 11 no                                                                           | 6/9/2012   | 1/1/2013          |
| Lituania    | 04/07/2012 | Promulgata dalla presidentessa della Repubblica Dalia Grybauskaitė                                                         | | 6/9/2012   | 1/1/2013          |
| Italia      | 12/07/2012 | Approvata dal Senato della Repubblica                                                                                      | 216 sì, 21 astenuti e 24 no                                                                          | 14/9/2012  | 1/1/2013          |
| Italia      | 19/07/2012 | Approvata dalla Camera dei deputati                                                                                        | 368 sì, 65 astenuti e 65 no                                                                          | 14/9/2012  | 1/1/2013          |
| Italia      | 23/07/2012 | Promulgata dal presidente della Repubblica Giorgio Napolitano                                                              | | 14/9/2012  | 1/1/2013          |
| Spagna      | 18/06/2012 | Approvata dal Senado de España (Senato del Regno di Spagna)                                                                | 240 sì, 1 astenuto e 4 no                                                                            | 27/9/2012  | 1/1/2013          |
| Spagna      | 21/07/2012 | Approvata dal Congreso de los Diputados de España (Congresso dei Deputati di Spagna)                                       | | 27/9/2012  | 1/1/2013          |
| Spagna      | 25/07/2012 | Promulgata dal re Juan Carlos I                                                                                            | | 27/9/2012  | 1/1/2013          |
| Germania    | 29/06/2012 | Approvata dal Bundestag (Dieta federale)                                                                                   | 477 sì, 6 astenuti e 111 no                                                                          | 27/9/2012  | 1/1/2013          |
| Germania    | 29/06/2012 | Approvata dal Bundesrat (Consiglio federale)                                                                               | 65 sì e 4 astenuti                                                                                   | 27/9/2012  | 1/1/2013          |
| Germania    | 13/09/2012 | Promulgata dal presidente federale Joachim Gauck                                                                           | | 27/9/2012  | 1/1/2013          |
| Romania     | 08/05/2012 | Approvata dal Camera Deputaţilor (Camera dei deputati).                                                                    | 237 sì e 2 astenuti                                                                                  | 6/11/2012  | 1/1/2013          |
| Romania     | 21/05/2012 | Approvata dal Senat (Senato)                                                                                               | 89 sì e 1 no                                                                                         | 6/11/2012  | 1/1/2013          |
| Romania     | 13/06/2012 | Promulgata dal presidente della Repubblica Traian Băsescu                                                                  | | 6/11/2012  | 1/1/2013          |
| Francia     | 09/10/2012 | Approvata dall'Assemblée nationale (Assemblea nazionale).                                                                  | 477 sì, 21 astenuti e 70 no                                                                          | 26/11/2012 | 1/1/2013          |
| Francia     | 11/10/2012 | Approvata dal Sénat (Senato)                                                                                               | 306 sì, 8 astenuti e 32 no                                                                           | 26/11/2012 | 1/1/2013          |
| Francia     | 22/10/2012 | Promulgata dal presidente della Repubblica François Hollande                                                               | | 26/11/2012 | 1/1/2013          |
| Estonia     | 17/10/2012 | Approvata dal Riigikogu (Assemblea dello Stato)                                                                            | all'unanimità                                                                                        | 5/12/2012  | 1/1/2013          |
| Estonia     | 05/11/2012 | Promulgata dal presidente della Repubblica Toomas Hendrik Ilves                                                            | | 5/12/2012  | 1/1/2013          |
| Irlanda     | 31/05/2012 | Approvata dal referendum                                                                                                   | 60,3% sì e 30,7% no                                                                                  | 14/12/2012 | 1/1/2013          |
| Irlanda     | 13/11/2012 | Approvata dal Dáil Éireann (Camera dei rappresentanti)                                                                     | 90 sì e 22 no                                                                                        | 14/12/2012 | 1/1/2013          |
| Irlanda     | 20/11/2012 | Approvata dal Seanad Éireann (Senato)                                                                                      | senza votazione                                                                                      | 14/12/2012 | 1/1/2013          |
| Irlanda     | 27/11/2012 | Promulgata dal presidente della Repubblica Michael D. Higgins                                                              | | 14/12/2012 | 1/1/2013          |
| Finlandia   | 18/12/2012 | Approvata dal Eduskunta/Riksdag (Parlamento finlandese)                                                                    | 139 sì, 1 astenuto e 38 no                                                                           | 21/12/2012 | 1/1/2013          |
| Finlandia   | 21/11/2012 | Promulgata dal presidente della Repubblica Sauli Niinistö                                                                  | | 21/12/2012 | 1/1/2013          |
| Slovacchia  | 18/12/2012 | Approvata dal Národná rada Slovenskej republiky (Consiglio nazionale della Repubblica Slovacca)                            | 130 sì e 2 astenuti                                                                                  | 17/1/2013  | 1/2/2013          |
| Slovacchia  | 11/01/2013 | Promulgata dal presidente della Repubblica Ivan Gašparovič                                                                 | | 17/1/2013  | 1/2/2013          |
| Svezia      | 07/03/2012 | Approvata dal Riksdag (Parlamento)                                                                                         | 251 sì, 37 astenuti e 20 no                                                                          | 3/5/2013   | 1/6/2013          |
| Lussemburgo | 18/12/2012 | Approvata dalla Chamber/Chambre des Députés/Abgeordnetenkammer (Camera dei deputati)                                       | 46 sì e 10 no                                                                                        | 8/5/2013   | 1/6/2013          |
| Lussemburgo | 29/03/2013 | Promulgata dal granduca Enrico                                                                                             | | 8/5/2013   | 1/6/2013          |
| Ungheria    | 25/03/2013 | Approvata dall'Országgyűlés (Assemblea nazionale di Ungheria)                                                              | 307 sì, 13 astenuti e 32 no                                                                          | 13/5/2013  | 1/6/2013          |
| Ungheria    | 29/03/2013 | Promulgata dal presidente della Repubblica János Áder                                                                      | | 13/5/2013  | 1/6/2013          |
| Malta       | 11/06/2013 | Approvata dalla Kamra (Camera dei deputati)                                                                                | all'unanimità                                                                                        | 28/6/2013  | 1/7/2013          |
| Polonia     | 20/02/2013 | Approvato dalla Sejm Rzeczypospolitej Polskiej                                                                             | 262 sì, 1 astenuto e 155 no                                                                          | 8/8/2013   | 1/9/2013          |
| Polonia     | 21/02/2013 | Approvata dal Senat Rzeczypospolitej Polskiej (Senato polacco)                                                             | 57 sì e 26 no                                                                                        | 8/8/2013   | 1/9/2013          |
| Polonia     | 24/07/2013 | Promulgata dal presidente della Repubblica Bronisław Komorowski                                                            | | 8/8/2013   | 1/9/2013          |
| Paesi Bassi | 26/03/2013 | Approvata dalla Tweede Kamer der Staten-Generaal (Camera dei Rappresentanti dei Paesi Bassi)                               | 112 sì e 33 no                                                                                       | 8/10/2013  |                   |
| Paesi Bassi | 21/06/2013 | Approvata dalla Eerste Kamer der Staten-Generaal (Senato dei Paesi Bassi)                                                  | senza votazione                                                                                      | 8/10/2013  |                   |
| Paesi Bassi | 26/06/2013 | Promulgata dal re Guglielmo Alessandro                                                                                     | | 8/10/2013  |                   |
| Bulgaria    | 28/11/2013 | Approvata dal Narodno sabranie (Assemblea nazionale della Bulgaria)                                                        | 109 sì e 5 astenuti                                                                                  | 14/1/2014  | 1/1/2014          |
| Bulgaria    | 3/12/2013  | Promulgata dal presidente della Repubblica Rosen Plevneliev                                                                | | 14/1/2014  | 1/1/2014          |
| Belgio      | 23/5/2013  | Approvata dal Senaat/le Sénat/der Senat (Senato del Belgio)                                                                | 49 sì, 2 astenuti e 9 no                                                                             | 28/3/2014  | 1/4/2014          |
| Belgio      | 20/6/2013  | Approvata dalla Chambre des représentants/Kamer van volksvertegenwoordigers/Abgeordnetenkammer (Camera dei rappresentanti) | 111 sì e 23 no                                                                                       | 28/3/2014  | 1/4/2014          |
| Belgio      | 18/8/2013  | Promulgata dal re Filippo                                                                                                  | | 28/3/2014  | 1/4/2014          |
| Belgio      | 14/10/2013 | Approvata dal Parlament der Deutschsprachigen Gemeinschaft (Parlamento della Comunità germanofona)                         | 19 sì e 5 no                                                                                         | 28/3/2014  | 1/4/2014          |
| Belgio      | 19/12/2012 | Approvata dal Vlaams Parlement (Parlamento fiammngo)                                                                       | all'unanimità sia per le competenze comunitarie sia per quelle regionali                             | 28/3/2014  | 1/4/2014          |
| Belgio      | 20/12/2013 | Approvata dalla Commission communautaire/Gemeenschappelijke Gemeenschapscommissie (Commissione comunitaria)                | 54 sì, 1 no e 3 astenuteti per la comunità francofona e 9 sì e 7 no per quella nederlandese          | 28/3/2014  | 1/4/2014          |
| Belgio      | 20/12/2013 | dal Parlement Bruxellois/Brussels Hoofdstedelijk Parlement (Parlamento della Regione di Bruxlles)                          | 72 sì 1 astenuto e 2 no                                                                              | 28/3/2014  | 1/4/2014          |
| Belgio      | 20/12/2013 | Approvata dal Parlement de la Communauté française (Parlamento della Comunità francofona)                                  | all'unanimità                                                                                        | 28/3/2014  | 1/4/2014          |
| Belgio      | 20/12/2013 | Approvata dal Commission communautaire commune/Gemeenschappelijke Gemeenschapscommissie (Commissione comunitaria comune)   | 79 sì, 1 astenuto e 2 no per la comunità francofona e con 13 sì e 2 no per la comunità nederlandesae | 28/3/2014  | 1/4/2014          |
| Belgio      | 20/12/2013 | Approvata dal Parlement wallon (Parlamento vallone)                                                                        | 54 sì e 1 no sia per le competenze comunitarie sia per quelle regionali                              | 28/3/2014  | 1/4/2014          |
| Belgio      | 20/12/2013 | Approvata dalla Commission communautaire française (Commissione comunitaria francese)                                      | 56 sì, 1 astenuto e 3 no                                                                             | 28/3/2014  | 1/4/2014          |
| Belgio      | 21/12/2013 | Approvata dal Parlement de la Communauté française (Parlamento della comunità francese)                                    | 66 sì, 1 astenuto e 3 no                                                                             | 28/3/2014  | 1/4/2014          |

### Germania
Su ricorso del partito Die Linke, la Corte Costituzionale Federale tedesca ha stabilito che il Bundestag non può mettere in atto procedure permanenti da cui derivi l'assunzione di responsabilità per le decisioni volontarie di altri stati membri e che per la ratifica del patto di bilancio in Parlamento occorre la maggioranza dei due terzi, prevista per le leggi costituzionali.
A settembre 2012, un'altra sentenza aveva stabilito che la gestione del bilancio da parte del Bundestag non può essere alienata a favore di alcuna istituzione europea.

### Irlanda
A fine febbraio 2012 il capo del governo dell'Irlanda Enda Kenny annunciò che il suo paese intendeva sottoporre a referendum popolare l'accordo sul patto di bilancio. Il 31 maggio 2012, nella consultazione popolare indetta per l'approvazione del Patto fiscale, il 60,3% degli elettori irlandesi si esprime per l'approvazione del vincolo europeo, mentre il 39,7% lo respinge con un'affluenza alle urne del 50%. L'Irlanda è l'unico Stato membro dell'UE ad aver indetto un referendum per autorizzare il Parlamento a ratificare il trattato.

### In Italia
Il processo di ratifica, in Italia, ha avuto luogo in una sessione parlamentare unica, in cui sono stati approvati dalle due Camere tre disegni di legge, frutto delle negoziazioni intergovernative del 2011/2012: si tratta dell'Atto Senato n. 2914 (Ratifica ed esecuzione della Decisione del Consiglio europeo 2011/199/UE che modifica l'articolo 136 del Trattato sul funzionamento dell'Unione europea relativamente a un meccanismo di stabilità per gli Stati membri la cui moneta è l'euro, fatta a Bruxelles il 25 marzo 2011), dell'Atto Senato n. 3239 (Ratifica ed esecuzione del Trattato sulla stabilità, sul coordinamento e sulla governance nell'Unione economica e monetaria tra i Paesi dell'UE ad eccezione della Repubblica ceca e del Regno Unito, fatto a Bruxelles il 2 marzo 2012) e dell'Atto Senato n. 3240 (Ratifica ed esecuzione del Trattato che istituisce il Meccanismo europeo di stabilità (MES), con Allegati, fatto a Bruxelles il 2 febbraio 2012) della XVI legislatura, approvati dall'Assemblea del Senato il 12 luglio 2012 e dall'Assemblea della Camera il 19 luglio 2012.

## Critiche
Non tutti gli economisti (soprattutto di scuola keynesiana) concordano sui vincoli imposti dal patto di bilancio.
I premi Nobel per l'economia Kenneth Arrow, Peter Diamond, William Sharpe, Eric Maskin e Robert Solow, in un appello rivolto al presidente Obama, hanno affermato che "Inserire nella costituzione il vincolo di pareggio del bilancio rappresenterebbe una scelta politica estremamente improvvida. Aggiungere ulteriori restrizioni, quale un tetto rigido della spesa pubblica, non farebbe che peggiorare le cose"; soprattutto questo "avrebbe effetti perversi in caso di recessione. Nei momenti di difficoltà diminuisce infatti il gettito fiscale (per concomitante diminuzione del PIL) e aumentano alcune spese pubbliche tra cui i sussidi di disoccupazione. Questi ammortizzatori sociali fanno dunque aumentare il deficit pubblico, ma limitano la contrazione del reddito disponibile e quindi del potere di acquisto (che influiscono sul consumo o domanda di beni o servizi)". Nell'attuale fase dell'economia, continuano, "è pericoloso tentare di riportare il bilancio in pareggio troppo rapidamente. I grossi tagli di spesa e/o gli incrementi della pressione fiscale necessari per raggiungere questo scopo, danneggerebbero una ripresa economica già di per sé debole".
Nell'appello si afferma che "anche nei periodi di espansione dell'economia, un tetto rigido di spesa potrebbe danneggiare la crescita economica, perché gli incrementi degli investimenti a elevata remunerazione - anche quelli interamente finanziati dall'aumento del gettito - sarebbero ritenuti incostituzionali se non controbilanciati da riduzioni della spesa di pari importo".
Infine si afferma che "un tetto vincolante di spesa comporterebbe la necessità, in caso di spese di emergenza (per esempio in caso di disastri naturali), di tagliare altri capitoli del bilancio mettendo in pericolo il finanziamento dei programmi non di emergenza".
Critico anche l'economista e premio Nobel Paul Krugman, il quale ritiene che l'inserimento in costituzione del vincolo di pareggio del bilancio possa portare alla dissoluzione dello stato sociale.
Forti critiche sono state rivolte anche verso la sostenibilità teorica e pratica del concetto di "deficit strutturale", principalmente in relazione al suo collegamento con l'output gap. Esso misura la differenza tra il Pil reale di uno Stato e il cosiddetto Pil potenziale, ovvero quello che si misurerebbe in presenza di un pieno utilizzo dei fattori produttivi: output gap positivi, nell'interpretazione della Commissione Europea, rappresentano situazioni in cui un Paese sta utilizzando i propri fattori positivi oltre le proprie possibilità e dunque richiedono un intervento volto a ridurre il deficit strutturale. In caso di output gap negativo la raccomandazione è di senso inverso: questo, però, ha portato a critiche legate al fatto che in diversi casi di raccomandazioni sulla riduzione del deficit strutturale il concetto di sovrautilizzazione dei fattori produttivi era associata a Paesi, come l'Italia nel 2018, in cui parametri quali il tasso di disoccupazione era elevato, oltre il 10%, rendendo fragile l'assunzione iniziale.